# 钱基博
钱基博（1887年2月24日—1957年11月30日），原名基來，字子泉，一字啞泉、子潛，号老泉，別號潜庐，書齋名後東塾、精忠柏石室。江苏无锡人，经学家、教育家。无锡巨賈钱基厚是其孪生弟弟。

## 生平
1887年2月24日，生於江蘇無錫。幼年患過天花。1891年，五歲時母親和長兄教其發蒙。
1909年，任職江西提法使署。1911年，南京光復後，任蘇浙聯軍援淮軍司令部，陸軍第十六師中校參謀。1913年，辭去軍職，任无锡县立第一小学國文、史地教员。1918年，任无锡县图书馆馆长。1920年，后任吴江丽则女子中学国文教员、江苏省立第三师范学校国文与经学教员及教务长。1923年，后历任上海圣约翰大学国文教授、北京清华大学国文教授、南京國立中央大学中国语文学系教授、无锡国学专修学校校务主任、光华大学中国文学系主任及文学院院长等职。1937年抗日戰爭爆发，历任浙江大学中文系教授、蓝田国立师范学院国文系主任、南岳抗日干部训练班教员。1946年抗战胜利后，任武汉华中大学教授。
1957年11月30日去世。

## 理论
他推崇传统文化，1926年在其著作《国学文选》中说“国学”即“国性之自觉”，要对中国文化有自信，也要看到其缺点。这一观点贯穿他的整个学术生涯。

## 著作
- 《经学通志》
- 《现代中国文学史》
- 《韩愈志》
- 《韩愈文读》
- 《後東塾讀書記》（《古籍举要》）
- 《国学必读》
- 《读庄子天下篇疏记》
- 《名家五种校读记》
- 《文心雕龙校读记》
- 《版本通义》
- 《骈文通义》
- 《明代文学》
- 《四书解题及其读法》
- 《文史通义解题及其读法》
- 《周易解题及其读法》
- 《老子解题及其读法》
- 《孙子章句训义》

## 家庭
- 祖父錢维桢（1811年-1885年），字榕初、寄香。廪貢生，候選訓導。祖母孫氏。[3]
- 父錢福炯（1849年-1926年），字祖耆。附貢生，試用訓導。母毛氏。[3]
  - 長兄錢基成，次兄錢基治（早夭），孪生弟弟錢基厚，幼弟钱基默（早夭）。姊丈曹仁化。[3]
  - 夫人王氏，王縯之女，王縡侄女、养女。[3]
    - 長子钱钟书，錢基成嗣子，長媳楊絳。
    - 次子钱钟纬，纺织专家
    - 三子钱钟英，曾在交通银行和中国银行工作
    - 女儿钱钟霞（1916—1985），女婿石声淮（1913—1997），湖南长沙人，华中师范大学文学院教授。